# Norbert Pascha
Norbert Pascha (* 18. August 1981 in Dresden) ist ein ehemaliger deutscher Eishockeytorwart, der seit seinem Karriereende als Eishockeytrainer arbeitet.

## Karriere
Er begann im Nachwuchs der Dresdner Eislöwen mit dem Eishockeyspielen, wechselte dann aber aufgrund besserer Einsatzchancen und einer Lehrstelle nach Bayreuth. Dort konnte er sein Können verfeinern und überzeugte in den Einsätzen als Backup. Seit der Saison 2003 steht er wieder im Kader der Dresdner Eislöwen – zunächst teilte er sich das Tor mit Boris Ackers (der jetzt bei den Frankfurt Lions spielt), danach war er Backup von Iiro Itämies und Marek Mastič.
Sein Vertrag wurde im April 2006 bis 2007 verlängert, er kam aber in der Spielzeit 2006/07 zunächst nicht zum Einsatz. Infolge der Verletzung von Stammtorhüter Mastič bekam Norbert Pascha im November und Dezember einige Einsätze. Aufgrund der dabei gezeigten Leistungen wurde er mehrmals zum Spieler des Tages gewählt, herauszuheben sind dabei das Spiel gegen die Kassel Huskies (1:2-Niederlage nach Penaltyschießen) und sein erster Bundesliga-Shut-out am 10. Dezember 2006 gegen den ESV Kaufbeuren. Die Eislöwen stiegen am Saisonende in die Oberliga ab, Pascha verlängerte dennoch seinen Vertrag um ein weiteres Jahr. Hinter Michal Mařík kam er erneut nur selten zum Einsatz und dachte während der Saison über einen Vereinswechsel nach. Nach dem Aufstieg des ESCD unterschrieb er einen Vertrag bei den Saale Bulls aus Halle. Mit Ablauf der Saison 2010/2011 wurde sein Vertrag dort jedoch nicht verlängert.
Ab 2012 arbeitete Pascha als Trainer, zunächst beim EHV Schönheide 09, später bei den Harzer Falken und dem ESV Kaufbeuren. In der Saison 2018/2019 war er Cheftrainer der Regionalligamannschaft von FASS Berlin.

## Spielerstatistik
| Saison | Team              | Liga   | Sp | Min  | SO | GT  | GTS  |
| ------ | ----------------- | ------ | -- | ---- | -- | --- | ---- |
| 96/97  | ESC Dresden 1b    | SL     | 3  | -    | -  | -   | -    |
| 97/98  | ESC Dresden       | SL     | 6  | -    | -  | -   | -    |
| 98/99  | ESC Dresden       | Jugend | 23 | -    | -  | -   | -    |
| 98/99  | ESC Dresden       | SL     | 9  | -    | -  | -   | -    |
| 99/00  | ESC Dresden (1b)  | SL     | 10 | -    | -  | -   | -    |
| 00/01  | Bayreuth Tigers   | OLS    | -  | -    | -  | -   | -    |
| 01/02  | Bayreuth Tigers   | OL     | 12 | 548  | 0  | 45  | 4,93 |
| 02/03  | Bayreuth Tigers   | OL     | 14 | 772  | 0  | 42  | 3,26 |
| 03/04  | Dresdner Eislöwen | OL     | 33 | 1850 | 0  | 103 | 3,34 |
| 04/05  | Dresdner Eislöwen | OL     | 17 | 795  | 1  | 29  | 2,19 |
| 05/06  | Dresdner Eislöwen | 2. BL  | 13 | 528  | 0  | 34  | 3,86 |
| 06/07  | Dresdner Eislöwen | 2. BL  | 11 | 561  | 1  | 22  | 2,35 |
| 07/08  | Dresdner Eislöwen | OL     | 15 | 788  | 0  | 34  | 2,61 |
| 08/09  | Saale Bulls Halle | OL     | -  | -    | -  | -   | -    |

(Legende zur Torhüterstatistik: GP oder Sp = Spiele insgesamt; W oder S = Siege; L oder N = Niederlagen; T oder U oder OT = Unentschieden oder Overtime- bzw. Shootout-Niederlage; Min. = Minuten; SOG oder SaT = Schüsse aufs Tor; GA oder GT = Gegentore; SO = Shutouts; GAA oder GTS = Gegentorschnitt; Sv% oder SVS% = Fangquote; EN = Empty Net Goal; 1 Play-downs/Relegation; Kursiv: Statistik nicht vollständig)

## Erfolge und Auszeichnungen
- Oberligameister mit den Dresdner Eislöwen 2004/05 und 2007/08
- Aufstieg in die 2. Eishockey-Bundesliga 2005 und 2008